# Irmin
Irmin ist eine literarische Figur des Widukind von Corvey aus seiner frühmittelalterlichen historiographischen Schrift Die Sachsengeschichte.
Mediävistische Forscher schlossen, in Verbindung mit der Irminsul, aus Widukinds Darstellung auf Irmin als eine Variante oder einen Beinamen des Gottes Tiwaz/Saxnot bzw. als eine eigenständige Gottheit der Sachsen. Mit Norbert Wagner wird heute Irmin als das Produkt von Widukinds kombinationsfreudiger und etymologisierender Gelehrsamkeit gewertet.

## Überlieferung
Der Abschnitt mit der Nennung von Irmin (handschriftlich Hirmin) findet sich im Anfangsteil von Widukinds Bericht zur mythischen beziehungsweise historisch schriftlosen Urzeit der Herausbildung des Sachsenstammes im fünften und sechsten Jahrhundert zum auch besonders literaturgeschichtlich so bezeichneten Heldenalter. In der Schlacht bei Burgscheidungen im Jahr 531 besiegen die merowingischen Franken die Thüringer unter Irminfried durch die Beihilfe sächsischer Kontingente. Nach der siegreichen Schlacht feiern die Sachsen ein dreitägiges Fest, errichten eine Irminsul und einen Opferaltar.

„Mane autem facto ad orientalem portam ponunt aquilam, aramque victoriae construentes secundum errorem paternum sacra sua propria veneratione venerati sunt: nomine Martem, effigie columnarum imitantes Herculem, loco Solem, quem Graeci appelant Apollinem. Ex hoc apparet aestimatonem illorum utcumque probabilem, qui Saxones originem duxisse putant de Graecis, quia Hirmin vel Hermis Graece Mars dicitur; quo vocabulo ad laudem vel ad vituperationem usque hodie etiam ignorantes utimur.“

„Als es Tag geworden war, legten sie am Osttor den Adler nieder und errichteten einen Siegesaltar, um nach dem Irrglauben der Väter das ihnen Heilige mit jeweils eigener Verehrung zu verehren: mit dem Namen den Mars, mit der Nachbildung von Säulen den Herakles und mit der Wahl des Ortes den Sol, den die Griechen Apollo nennen. Daraus geht hervor, dass auf jeden Fall die Meinung derjenigen glaubwürdig ist, die der Ansicht sind, dass die Sachsen von den Griechen abstammen, denn Hirmin oder Hermis ist der griechische Name des Mars; und bis zum heutigen Tage gebrauchen wir dieses Wort zur Bekräftigung im lobenden oder im tadelnden Sinne, wenn auch unwissentlich.“

Etymologisch lässt sich für Irmin das germanische *irmanaz für erhaben, groß, gewaltig ansetzen. Dieses Lexem findet sich in anderen frühmittelalterlichen Textzeugen wieder, beispielsweise im Hildebrandslied in den Komposita Irmindeot und Irmingot und in Personennamen wie dem oben genannten Irminfried.